# 仙劍奇俠傳七
《仙剑奇侠传七》是由大宇资讯旗下北京软星制作的中文動作角色扮演遊戲，是仙剑奇侠传系列第九部游戏、第七款正传作品，于2017年5月23日正式宣布立项，同时游戏官网一同上线。该部作品将由方块游戏平台签约代理发行。

## 人物介紹
月清疏（配音：李诗萌）
明庶门初代掌门月西楼后人，也是故事开始门派唯一剩余的弟子。为人刻苦认真、细心稳重，爱好烹饪、写日记。
三岁时父母双亡，自幼由修为尽失的掌门爷爷月寒山抚养长大，在八岁时以一己之力成功孵化出雷御灵巧翎。十八岁时意外捡到一个发光的神秘果实被灵气所诱轻咬一口，结果被动与神将修吾结成共生之术。随后成功收服数个御灵，与修吾情投意合，并揭发了神尊敖胥与天师门掌门勾结修建神庭阵意图挑起三界大战的惊天阴谋。
於故事尾声与修吾合力击杀敖胥，但被爆炸波及重伤致命，后被修吾牺牲自己神元所救，并拒绝了九天玄女引渡升仙的邀请，带着修吾的果体返回人界相守。在片尾彩蛋和DLC资料片中继承爷爷成为明庶门第30代掌门，修炼成功用五灵之气复活了修吾的神元，并摧毁了敖胥残留的最后幽灵。
修吾（配音：杨天翔）
天界神将，春滋剑守，为神树之果实所化。滞留人界后的形象是一名实力强大、忠于内心的神秘剑客，虽然寡言但却是团队中强有力的后盾。
原本沉睡于春滋泉中，被敖胥唤醒后奉命潜入魔界缉拿魁予，行迹暴露撤离时在炎波泉被魔尊重楼重伤，坠落人间后被打回神果原形。因为被路过的月清疏咬了一口而意外结成共生之术，后加入明庶门成为弟子。与魁予两次大战后身中敖胥暗放的绝冥剧毒，从而彻底看透本质，开始与魁予合作阻止敖胥挑起三界大战。
於故事尾声神庭阵一战中击杀敖胥，但为救活重伤濒死的月清疏，将共生之术倒转而散尽神元，经九天玄女介入后重回神果原形。在资料片中被透露是伏羲试验用太初灵气创造的新神族，在月清疏掌握五灵之气后恢复神元，数年后复活与月清疏团圆。
白茉晴（配音：聂曦映）
仙霞派俗家弟子，月清疏的幼年好友，真实身份是卢龙府白家的千金小姐。
仙霞派第三代弟子中的佼佼者，在阵法和五灵法术方面都颇有天赋造诣，深受师门上下的喜爱。待人接物极有礼貌，极富同情心和正义感。与桑游情投意合，但面对感情表达时会有些迟钝。
於故事後期与兄长决裂，神庭阵一战中與师父、桑游、子秋合力施法毁阵。事后与桑游赶赴苗疆共结连理，并用自家财力极力补偿受白家欺压的矿役。
桑游（配音：苏尚卿）
来自于苗疆泉隐村的年轻男子，精通医术毒术，与白茉晴相恋。为人头脑灵活、古灵精怪、外向爽朗，平日看起来整天插科打诨，但在正经场合或者触及心事时，总会展现出判若两人般的严肃。
於故事後期成功通过试炼成为新的毒瘴泉守，神庭阵一戰中协助施法毁阵，後與白茉晴回到苗疆共结连理。
子秋（配音：董玲燕）
被天师门秘密锁在神缘塔的“神子”，敖胥在人界降神的容具，有能让时光短暂倒转的神奇技能。
真正身份是神界的非法私生子，与私结连理的亲生父母一起被打入天狱，因此左手背上纹有天狱囚犯才有“无”字黥刺。因为天狱清气贫瘠，囚禁的神族大多难以维持生存，父母在故事开始前早已死亡，子秋虽已年过千岁但无法长大而且身体孱弱。魁予叛出神界时劫狱营救的八名神子中，唯有子秋被敖胥截回，因其天生具有特殊奇能而被改造利用，并封印了记忆。天魔众近千年后得知其下落，曾前后三次尝试将其夺回，但第一次因被月清疏撞见打断，之后幽涟摸进明庶门却被恢复人形的修吾击伤而失败；第二次魁予亲率手下强袭天师门，被月清疏和修吾合力击退；第三次魁予在卢龙城外独战月、修、白、桑四人，付出被敖胥暗算中毒的代价才将子秋抢回。子秋在天魔国恢复了记忆，但因身体不耐魔界煞气而不得不返回人间藏在泉隐村的毒瘴泉内，结果行迹暴露被敖胥和孟章劫走做成神庭地阵的阵眼。在主角团的奋战下，子秋恢复神志并用从魁予那里学到的技能反制敖胥，之后帮助余霞真人施法破坏了神庭天阵。
故事结局后加入明庶门成为月清疏的师弟，并且获得了可以帮助自己抵御煞气的御灵鳐鸮，后来随魁予前往天魔国修炼成为天魔众。
敖胥（配音：张杰）
神界神尊，天狱狱官兼春滋泉守，原为神界长老，游戏的最终反派角色。
性格高傲，視天帝親自創造的初始神族為立於六界之巔的族群，不只魔族，連神樹樹果所創的新神族也瞧不起。在新神族因結為連理而觸犯天規時毫不留情，不只是犯戒的父母本身，連其子嗣也不放過。後因魁予叛逃，敖胥因監管不利而被罢免长老之位。
將魁予的背叛視為對神族的侮辱，極力請求天界出兵魔界以征討天魔众，但被九天玄女以三皇盟约回絕，心有不甘的他从而走入歧路。惡意揭發《仙剑奇侠传三》中的春滋泉守夕瑶，以接任泉守之位。处心积虑布下神庭阵、利用神子异能、放凶兽嫁祸天魔众、使九泉炎波灵力失衡，敖胥所做的一切都是为了引魔族主动打破三皇盟约，神族好趁此将其灭之。
於故事後期施展神庭阵法，妄图挑起神魔大战消灭魔族让神族独尊六界。后计划被众人识破，反遭月清疏、修吾联手所杀，并被神界之首九天玄女定性为乱臣。
魁予（配音：刘校妤）
魔界八部之一的天魔众之首领，号天魔女，堕魔之前原为神界新神族首座。
魁予是第一位新神族，曾为神族骁将，凭借一柄盘螭神云枪在三族大战中立下赫赫战功，为公认的女战神。在旗下神將因結為連理而觸犯天規時出面求情，但被執掌刑罰的敖胥嚴厲斥責，還因監管不周而被判失職，被貶於天獄獄卒。后因无法认同敖胥的所作所为，也不忍神子永囚天獄，率領志同道合的神族同伴叛出神界，堕入魔界成为天魔众。而即便她成為神族叛徒，在新神族中的名聲依舊很高，除了叛离天界之外也沒做其他惡事，敖胥以外的神族其實都沒有想主動與之為敵。
在故事一开始被敖胥通缉，但从重楼处获得修吾失落的春滋剑，并先后两次亲自突袭天神门想要夺回被敖胥掳走的子秋，并因此遭敖胥暗算中毒。在耗费大量元气自行解毒后，分送灵力与子秋并暗下传授破解敖胥法身的技法。在故事後期将春滋剑送还修吾，许诺全力协助主角团对抗敖胥，并独力守卫神魔之井阻止魔族各部通过打破三皇盟约，在险些阵亡时被重楼所救。
在故事结局后拒绝了九天玄女重返神界的邀请，并警告月清疏放弃复活修吾以免被神族利用。之后将子秋留在魔界修炼。
月寒山（配音：刘琮）
月清疏的爷爷，明庶门第29代掌门。
故事开始的15年前为救重伤的儿子月枫和儿媳燕雪容而耗尽修为，明庶门唯一剩下的御灵古柏也因其再无灵力维持契约而出走。故事开始时已年老体衰，在修吾滞留明庶门后说服其加入明庶门。
在资料片中正式将掌门之位传给孙女并隐退，在片尾彩蛋中透露已经过世。
孟章（配音：魏超）
天师门掌门，敖胥在人间的代理。
故事开始时是仙盟盟主，因受敖胥昭示，将子秋秘密锁在天师门的神缘塔长达八年，并暗下抓捕灵兽搜集魂元并注入器偶内，同时勾结辽东藩镇的白氏兄弟强迫贫民充当矿石劳役并修筑神庭阵。在修吾与月清疏结约共生后，曾暗布束魂法器暗算。天魔众掳走子秋后，孟章的勾当被揭穿，因而弃派逃亡。
故事末期复出驻守卢龙府神庭地阵，被主角团击败后施法偷袭，被修吾格杀。
余霞真人（配音：赵熠彤）
峨嵋山仙霞派掌门，白茉晴的授业师父。
原名沈欺霜，乳名沈七七，为《仙剑奇侠传二》重要角色。原为中原武林“南林北沈”的沈家堡當家沈清鋒的庶女，母亲死后被仙霞派祖师清柔真人（姜婉儿）收为四弟子，与其他四位同门师姊妹合称“仙霞五奇”。由於孔麟與千葉禪師之亂導致仙霞派精銳折損，一時陷入人才凋零的困境，她為門派延續與衛世大義而捨棄私情，自師傅手中繼任掌門之位。在故事开始时已修成长生不老的地仙，常收孤女为徒，在江湖上颇受尊重。
於故事後期被人界各门派推举为仙盟盟主，齐心协力协助主角团施法破解神庭阵。在DLC扩展包中受邀出席月清疏的掌门继承仪式，并帮助为明庶门引荐有天赋的新弟子。
重楼（配音：吴磊）
魔界魔尊，不老不死的魔神，为《仙剑奇侠传三》和《仙剑奇侠传三外传·问情篇》重要角色。
其骁勇强悍在六界几乎无敌手，但素来喜欢独来独往，并志愿镇守神魔之井。其身分雖非炎波泉守，但也看守炎波泉眼防止其被入侵。
於故事後期调查魔界九泉炎波异动，并帮助魁予阻止魔族打破三皇盟约。
九天玄女（配音：季冠霖）
神界长老团首座，在旧神族中地位最高，仅次于天帝伏羲，为《仙剑奇侠传四》登场角色。
于天帝闭关期间，由长老团主政，主持神界政务。
於故事尾声出现，将死去的敖胥定性为乱臣，并暗下施法暂保修吾神元不会散失，但收回春滋剑。之后曾先后邀请月清疏、魁予和子秋回神界成仙，但都遭到拒绝。后通过魁予暗示月清疏可以试用五灵之力代替太初灵气复活修吾。

## 音乐
游戏配乐由陈致逸、曾志豪、骆集益、吴欣叡、枭工作室、小旭音乐工作室等共同合作创作。

### 主题曲和插曲
- 《相守》：陈致逸作曲，“镜千”作词，周深演唱；
- 《挥剑问苍天》：曾志豪作曲，“唐家大小姐”作词，李佳薇演唱；
- 《剑指苍天》：陈致逸作曲，“唐家大小姐”、陈致逸作词，李常超演唱；
- 《人间如梦》： “安九”、李建衡，“易者连消醉清酒”作词，娄艺潇、“音频怪物”（真名李楠）演唱。

## 开发历史
2017年5月23日，由皖新游戏举办的方块游戏2017产品发布会上，姚壮宪表示，这部作品将是整个系列目前为止开发成本投入最大的一部。
2018年4月25日，公布游戏預計在2019年下半年推出，引擎采用虚幻4。
2020年12月29日，发布了由歌手周深演唱的游戏《仙剑奇侠传七》主题曲《相守》暨25周年主题MV，并宣布试玩版2021年1月15日发布
。
2021年7月28日，仙剑奇侠传七官方网站发布了新的宣传影片，宣布游戏正式版于2021年10月15日正式上市。主角定为4人：月清疏、修吾、白茉晴和桑遊。
2021年9月3日，宣布遊戲Steam版於10月22日上市，並公開繁體中文版的實體產品內容。
2022年4月1日，中手游在其2021年度报告中披露，2021年《仙剑奇侠传七》PC版销量超40万套，云游戏版本销量超20万套。
2022年5月，Game Source Entertainment宣布获得本作PS4与PS5版亚洲/日本区发行权，EastAsiasoft亦于本月晚些时候宣布获得本作PS4与PS5版发行权，并以《Sword and Fairy: Together Forever》的名义公布。本作PS4与PS5版于2022年8月4日（日本区于2022年8月25日）发售。
2022年10月24日，Xbox版国行游戏代理商上海百家合信息技术发展有限公司在其运营的Xbox游戏精选账号下宣布获得Xbox Series X/S、Xbox One及Microsoft Store版游戏在全球地区（中国大陆除外）的发行权，Xbox及微软商店版本于2022年11月3日发售。
2023年2月14日首個DLC擴展包《人間如夢》，补完了游戏原结局和片尾彩蛋之间的剧情。
截至2023年12月31日，《仙剑七》全平台累计销量超104万套，其中PC版本销量累计超73万套，云游戏版本销量累计超21万套，主机版本销量累计超10万套。